# Гудрун Геє
Гудрун Аннетте Геє (норв. Gudrun Anette Høie; нар. 13 липня 1970, Крістіансанн) — норвезька борчиня вільного стилю, чотириразова чемпіонка, срібна та бронзова призерка чемпіонатів світу, срібна та бронзова призерка чемпіонатів Європи. У 2012 році включена до Всесвітньої Зали слави Міжнародної федерації об'єднаних стилів боротьби (FILA). Пік її кар'єри минув до того, як жіноча боротьба була включена до Олімпійських ігор у 2004 році.

## Життєпис
Спочатку займалася плаванням, що прищепило їй сильну дисципліну ніколи не пропускати тренування. Завдяки різноманітним зусиллям у кількох видах спорту в молодому віці, вона також накопичила багато сили. Боротьбою почала займатися з 1986 року. У 1988 році стала чемпіонкою світу серед юніорів.
Вона ставала чемпіонкою світу в 1989, 1990, 1993 і 1998 роках (категорія до 56 кг і 57 кг), взяла срібло на чемпіонаті світу у 1991 році, бронзу чемпіонату світу 1999 року, срібло чемпіонату Європи у 2000 році та бронзу чемпіонату Європи 2002 року. Геє стала чемпіонкою Європи з боротьби сумо в 1998 році, а також добре практикує дзюдо. У 1994 році вона отримала знак за досягнення Норвезької асоціації боротьби.
Виступала за спортивний клуб Крістіансанна. Тренер — Габбе Кантор (Gabbe Kantor).
Після своєї активної кар'єри Гудрун Геє також взяла на себе адміністративні обов'язки як член правління Норвезької асоціації боротьби, а також була тренером національної збірної. Вона є кардіологом і тренером у клубі «BK Atlas» Фредрікстад. Обоє її дітей, Нйол і Отелі Геє, займаються боротьбою, де Отелі показала найкращі результати, завоювавши бронзові нагороди на чемпіонатах світу та Європи 2023 року та багато золотих нагород на національних чемпіонатах у молодших вікових групах, а у 2020 році взяла своє перше золото на першості Норвегії серед дорослих.

## Спортивні результати на міжнародних змаганнях

### Виступи на Чемпіонатах світу
| Змагання                        | Збірна   | Вагова категорія          | Місце  |
| ------------------------------- | -------- | ------------------------- | ------ |
| Чемпіонат світу з боротьби 1987 | Норвегія | жіноча боротьба, до 50 кг | 5      |
| Чемпіонат світу з боротьби 1989 | Норвегія | жіноча боротьба, до 57 кг | Золото |
| Чемпіонат світу з боротьби 1990 | Норвегія | жіноча боротьба, до 57 кг | Золото |
| Чемпіонат світу з боротьби 1991 | Норвегія | жіноча боротьба, до 57 кг | Срібло |
| Чемпіонат світу з боротьби 1993 | Норвегія | жіноча боротьба, до 57 кг | Золото |
| Чемпіонат світу з боротьби 1998 | Норвегія | жіноча боротьба, до 56 кг | Золото |
| Чемпіонат світу з боротьби 1999 | Норвегія | жіноча боротьба, до 56 кг | Бронза |
| Чемпіонат світу з боротьби 2001 | Норвегія | жіноча боротьба, до 56 кг | 8      |
| Чемпіонат світу з боротьби 2003 | Норвегія | жіноча боротьба, до 48 кг | 15     |
| Чемпіонат світу з боротьби 2005 | Норвегія | жіноча боротьба, до 55 кг | 23     |
| Чемпіонат світу з боротьби 2006 | Норвегія | жіноча боротьба, до 59 кг | 10     |
| Чемпіонат світу з боротьби 2009 | Норвегія | жіноча боротьба, до 55 кг | 13     |

### Виступи на Чемпіонатах Європи
| Змагання                         | Збірна   | Вагова категорія          | Місце  |
| -------------------------------- | -------- | ------------------------- | ------ |
| Чемпіонат Європи з боротьби 1999 | Норвегія | жіноча боротьба, до 56 кг | 5      |
| Чемпіонат Європи з боротьби 2000 | Норвегія | жіноча боротьба, до 62 кг | Срібло |
| Чемпіонат Європи з боротьби 2002 | Норвегія | жіноча боротьба, до 55 кг | Бронза |
| Чемпіонат Європи з боротьби 2003 | Норвегія | жіноча боротьба, до 55 кг | 5      |
| Чемпіонат Європи з боротьби 2005 | Норвегія | жіноча боротьба, до 55 кг | 5      |
| Чемпіонат Європи з боротьби 2008 | Норвегія | жіноча боротьба, до 55 кг | 19     |
| Чемпіонат Європи з боротьби 2010 | Норвегія | жіноча боротьба, до 59 кг | 5      |

### Виступи на інших змаганнях
| Змагання                                                        | Збірна   | Вагова категорія          | Місце  |
| --------------------------------------------------------------- | -------- | ------------------------- | ------ |
| Північний чемпіонат з боротьби 1990                             | Норвегія | жіноча боротьба, до 57 кг | Золото |
| Austrian Ladies Open 2000                                       | Норвегія | жіноча боротьба, до 62 кг | Срібло |
| Klippan Lady Open 2002                                          | Норвегія | жіноча боротьба, до 55 кг | Срібло |
| Гран-прі Німеччини з боротьби 2002                              | Норвегія | жіноча боротьба, до 55 кг | Золото |
| Гран-прі Німеччини з боротьби 2003                              | Норвегія | жіноча боротьба, до 48 кг | Золото |
| Austrian Ladies Open 2003                                       | Норвегія | жіноча боротьба, до 51 кг | Золото |
| Олімпійський кваліфікаційний турнір з боротьби 2004 (Туніс)     | Норвегія | жіноча боротьба, до 48 кг | 13     |
| Олімпійський кваліфікаційний турнір з боротьби 2004 (Мадрид)    | Норвегія | жіноча боротьба, до 55 кг | 4      |
| Гран-прі Німеччини з боротьби 2005                              | Норвегія | жіноча боротьба, до 55 кг | Срібло |
| Austrian Ladies Open 2005                                       | Норвегія | жіноча боротьба, до 59 кг | Золото |
| Гран-прі Німеччини з боротьби 2006                              | Норвегія | жіноча боротьба, до 63 кг | 13     |
| Klippan Lady Open 2007                                          | Норвегія | жіноча боротьба, до 59 кг | Бронза |
| Klippan Lady Open 2008                                          | Норвегія | жіноча боротьба, до 59 кг | Срібло |
| Austrian Ladies Open 2008                                       | Норвегія | жіноча боротьба, до 55 кг | 12     |
| Олімпійський кваліфікаційний турнір з боротьби 2008 (Едмонтон)  | Норвегія | жіноча боротьба, до 55 кг | 16     |
| Олімпійський кваліфікаційний турнір з боротьби 2008 (Хапаранда) | Норвегія | жіноча боротьба, до 55 кг | 8      |
| Гран-прі Німеччини з боротьби 2009                              | Норвегія | жіноча боротьба, до 55 кг | 5      |
| Austrian Ladies Open 2009                                       | Норвегія | жіноча боротьба, до 55 кг | Бронза |
| Золотий Гран-прі з боротьби 2009                                | Норвегія | жіноча боротьба, до 55 кг | 5      |
| Klippan Lady Open 2010                                          | Норвегія | жіноча боротьба, до 55 кг | 7      |
| Золотий Гран-прі з боротьби 2010 (Кліппан )                     | Норвегія | жіноча боротьба, до 55 кг | 7      |
| Austrian Ladies Open 2010                                       | Норвегія | жіноча боротьба, до 59 кг | Срібло |
| Золотий Гран-прі з боротьби 2010 (Баку)                         | Норвегія | жіноча боротьба, до 55 кг | 5      |

### Виступи на змаганнях молодших вікових груп
| Змагання                                      | Збірна   | Вагова категорія          | Місце  |
| --------------------------------------------- | -------- | ------------------------- | ------ |
| Чемпіонат світу з боротьби серед юніорів 1988 | Норвегія | жіноча боротьба, до 50 кг | Золото |